# Eline Vere (film)
Eline Vere is een Nederlands-Belgisch-Franse filmproductie uit 1991 van Harry Kümel met in de hoofdrollen Marianne Basler, Monique van de Ven en Johan Leysen. Het script is gebaseerd op het gelijknamige boek uit 1889, dat de debuutroman was van Louis Couperus. 
In België ging de film op 1 maart 1991 in première, in Frankrijk op 2 september 1992. De film won in België de Joseph Plateau Award voor beste regie en beste film. De film flopte in de Nederlandse bioscopen. Er kwamen weliswaar 108.495 bezoekers, maar dat was niet genoeg om uit de kosten te komen (het budget was ca. 8 miljoen gulden, ca 3,6 miljoen euro).

## Verhaal
De film speelt zich af  omstreeks het jaar 1890. Eline Vere, een mooie jonge vrouw, is niet alleen rijk maar beschikt ook over vele talenten op onder meer muzikaal vlak. Het maakt haar tot een goede partij in de gegoede kringen van Den Haag aan het eind van de negentiende eeuw. Eline verbaast echter iedereen in haar omgeving door verliefd te worden op de operazanger Theo Fabrice. Eline ziet deze zanger tijdens een voorstelling in Brussel. Ze koestert vervolgens allerlei romantische gevoelens voor hem en ze hoopt op een dag samen met hem uit het voor haar verstikkende milieu van Den Haag te ontsnappen. Maar Fabrice is minder romantisch van aard en de verhouding strandt al snel. 
Ze vindt hierna een nieuwe liefde: Otto van Erlevoort, die beter past in de kringen waarin Eline verkeert. Ze verloven zich, maar de rusteloze Eline is nog altijd niet gelukkig binnen de door haar gehate kringen van de gegoede burgerij. Haar neef Vincent, het zwarte schaap van de familie Vere, helpt haar. Onder zijn invloed verbreekt ze haar verloving met Otto. Dan blijkt dat ze hierdoor buiten de familie wordt gesloten. Ze vlucht naar haar tante in Brussel, in de hoop daar alsnog haar grote liefde te vinden. 
Aanvankelijk lijkt het geluk Eline toe te lachen als ze een vriend van Vincent ontmoet, de Amerikaan Lawrence St. Clare. Ze wordt verliefd op hem, maar merkt al snel dat Lawrence meer van mannen houdt en op zijn beurt verliefd is op Vincent. Eline raakt nu in een depressie en vindt troost in de morfine. Verslaafd keert ze terug naar Den Haag, waar ze uiteindelijk zelfmoord pleegt.

## Rolverdeling
| Acteur               | Personage                 |
| -------------------- | ------------------------- |
| Marianne Basler      | Eline Vere                |
| Monique van de Ven   | Betsy van Raat            |
| Johan Leysen         | Henk van Raat             |
| Thom Hoffman         | Vincent Vere              |
| Paul Anrieu          | oom Daniel                |
| Aurore Clément       | tante Elise               |
| Bernard Kruysen      | Theo Fabrice              |
| Michael York         | Lawrence St. Clare        |
| Mary Dresselhuys     | mevrouw Van Raat          |
| Miryanna van Reeden  | Jeanne Ferelijn           |
| Herman Gilis         | Otto van Erlevoort        |
| Karen van Parijs     | Frederique van Erlevoort  |
| Alexandra van Marken | Emilie de Woude van Bergh |
| Michael Pas          | George de Woude van Bergh |
| Ragnhild Rikkelman   | Lily Verstraeten          |
| Koen De Bouw         | Paul van Raat             |
| Tom Jansen           | de heer Verstraeten       |
| Nelly Frijda         | mevrouw Verstraeten       |
| Joop Admiraal        | de heer Hovel             |
| Max Croiset          | dr. Reyer                 |
| Huib Versluys        | muziekhandelaar           |
| Alexandre von Sivers | dr. Mirakel               |
| Dora van der Groen   | hospita                   |

## Productie
Regisseur Harry Kümel liep al tien jaar rond met het idee om een film over Eline Vere te maken. Na Het verloren paradijs (1978) en The Secrets of Love (1985) kreeg hij uiteindelijk de financiële steun die hij nodig had om een project te verwezenlijken. Omdat de film duur zou uitvallen, het budget liep op tot acht miljoen gulden, zochten de makers contact met het buitenland en werd de film een Nederlands-Belgisch-Franse coproductie. Aanvankelijk zou Maruschka Detmers de rol van Eline Vere spelen, maar de Franse investeerders eisten dat die rol naar de Franse Marianne Basler ging. 
De film werd geschoten op locatie in Den Haag, Antwerpen en Brussel. De opnames werden gemaakt in de zomer, terwijl delen van de film spelen in de winter. Met behulp van 'matte-schildertechniek' werd regen en sneeuw toegevoegd en moderne elementen van genoemde steden verborgen. (Matte-techniek betreft schilderijen met achtergronden, landschappen etc. op een ondergrond van glas. Vervolgens worden deze schilderijen gecombineerd met reeds gemaakte opnamen waarbij een deel van de opname is 'afgedekt').
Kümel klaagde later dat hij niet met de acteurs heeft kunnen werken die hij wilde, niet de juiste componist kon gebruiken en dat de film niet naar zijn wensen gemonteerd is.

## Andere versies
De uiteindelijke bioscoopfilm had een lengte van 132 minuten, maar er bestaat ook een versie van 161 minuten. De AVRO zond vanaf 30 november 1993 een driedelige televisieserie uit onder de titel Eline Vere. Elke aflevering duurde circa 60 minuten. Het materiaal voor de serie kwam van de film en niet eerder gebruikt materiaal. Deze lange versie is ook op DVD uitgebracht in 2011 bij Bridge Entertainment.